# باشگاه فوتبال پلی‌اکریل اصفهان
باشگاه فوتبال پلی‌اکریل اصفهان یک باشگاه فوتبال ایرانی در اصفهان بود که به شرکت پلی‌اکریل اصفهان وابسته بود. این باشگاه از اوایل دهه ۱۳۶۰ مشهور شد. پلی‌اکریل در جام حذفی ۱۳۶۶ درخشید و در سال ۱۳۷۰ با قهرمانی در سوپرجام استان اصفهان جواز شرکت در لیگ آزادگان را کسب کرد اما به دلیل حضور سپاهان و تام از اصفهان در لیگ، به دسته سوم رفت. این تیم در ۵ دوره از جام آزادگان حضور داشت.